# Гуччи, Санти

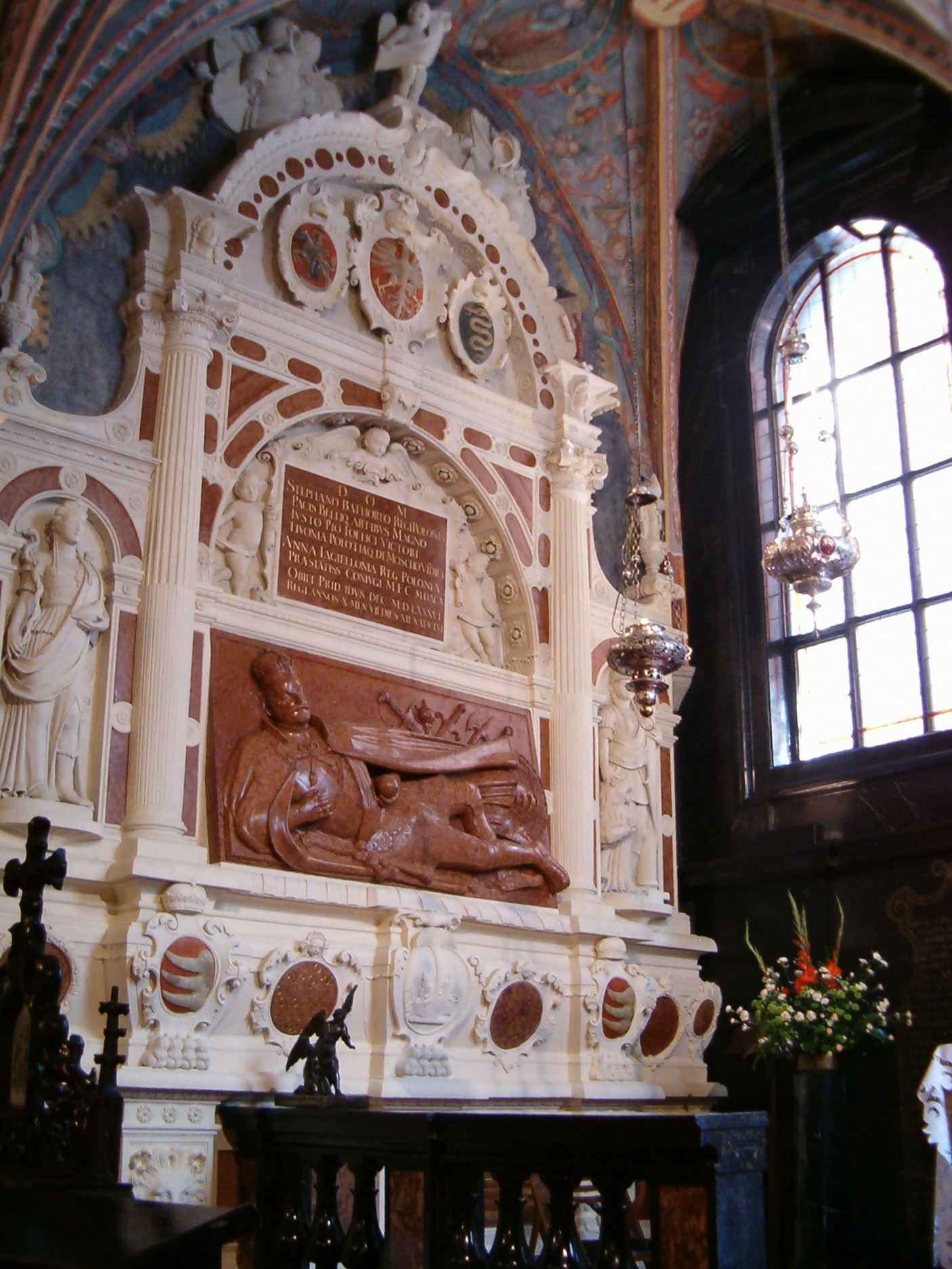
Надгробие короля Стефана Батория в часовне Девы Марии (Вавель)

Санти Гуччи Фиорентино (итал. Santi Gucci Fiorentino; 1530, Флоренция — 1600, Ксёнж-Вельки, Речь Посполитая) — итальянский архитектор и скульптор на службе польских королей. Придворный художник Стефана Батория, Сигизмунда II Августа, Ге́нриха III Валуа́. Творил в стиле позднего Возрождения и маньеризма.

## Биография
Родился во Флоренции в семье с давними художественными традициями. Учился у своего отца Качча Бандинелли, реставратора флорентийского кафедрального собора Санта-Мария-дель-Фьоре. Брат художника Франческо Камиллиани.
Профессиональную деятельность начал в 17-летнем возрасте в Италии. В его творчестве ощутимо большое влияние как итальянского, так и голландского искусства эпохи Возрождения.
В 1560-х годах прибыл в Польшу. Один из самых успешных и плодотворных художников своей эпохи, Гуччи построил или реконструировал ряд дворцов магнатов и известных людей во всех частях Польши. Среди них был замок Фирлеев в Янковице на Висле (1565–85), где он также сделал надгробные скульптуры в стиле маньеризма в местной приходской церкви (около 1586). Для епископа Петра Мышковского построил новый дворец в Ксёнж-Вельки (1585–95), который, однако, не сохранился до наших времен. Им также построен Лобжувский дворец (1585–87) в Кракове, расширен замок в Пиньчуве (1591–1600) и целый ряд других построек.
Автор многих надгробий польской знати. Некоторые исследователи полагают, что Гуччи является автором перестройки королевской резиденции (т. н. Старого замка) для Стефана Батория в Гродно, однако в пользу этой версии нет подтверждений в письменных источниках.
За большие заслуги Санти Гуччи было пожаловано шляхетство.

## Галерея

Работы Санти Гуччи
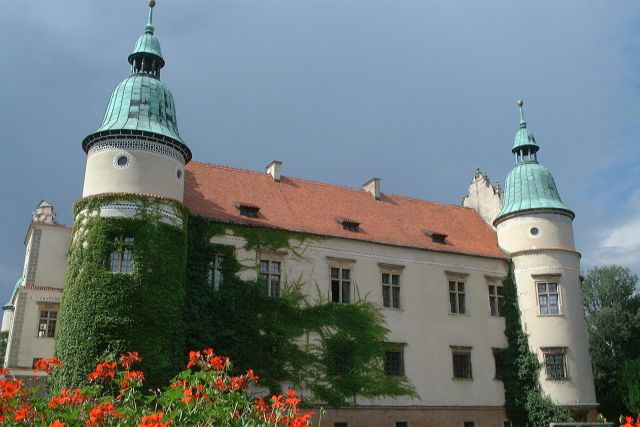
Замок Лещинских в Баранове
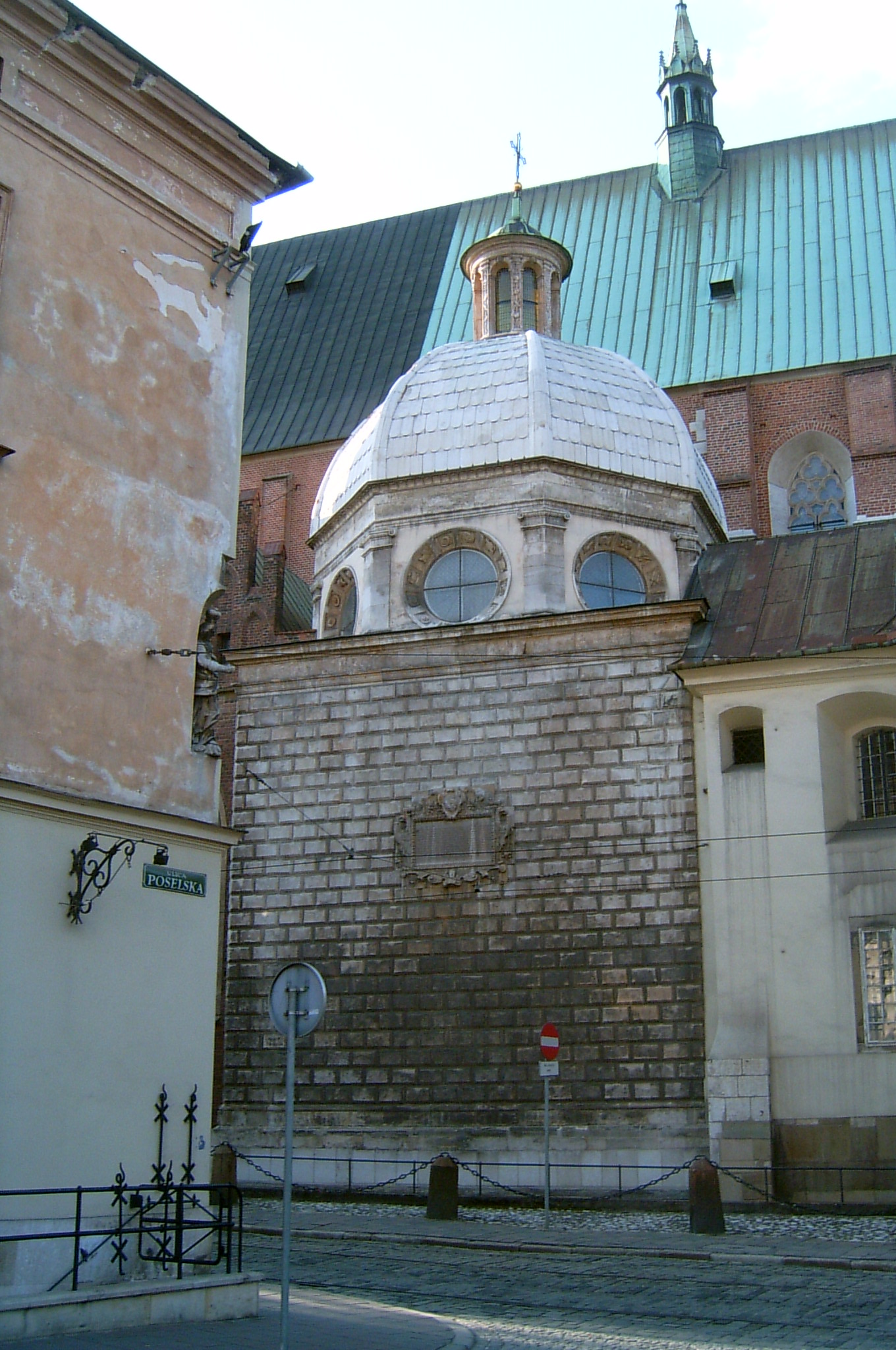
Часовня Мышковских у доминиканского костела в Кракове
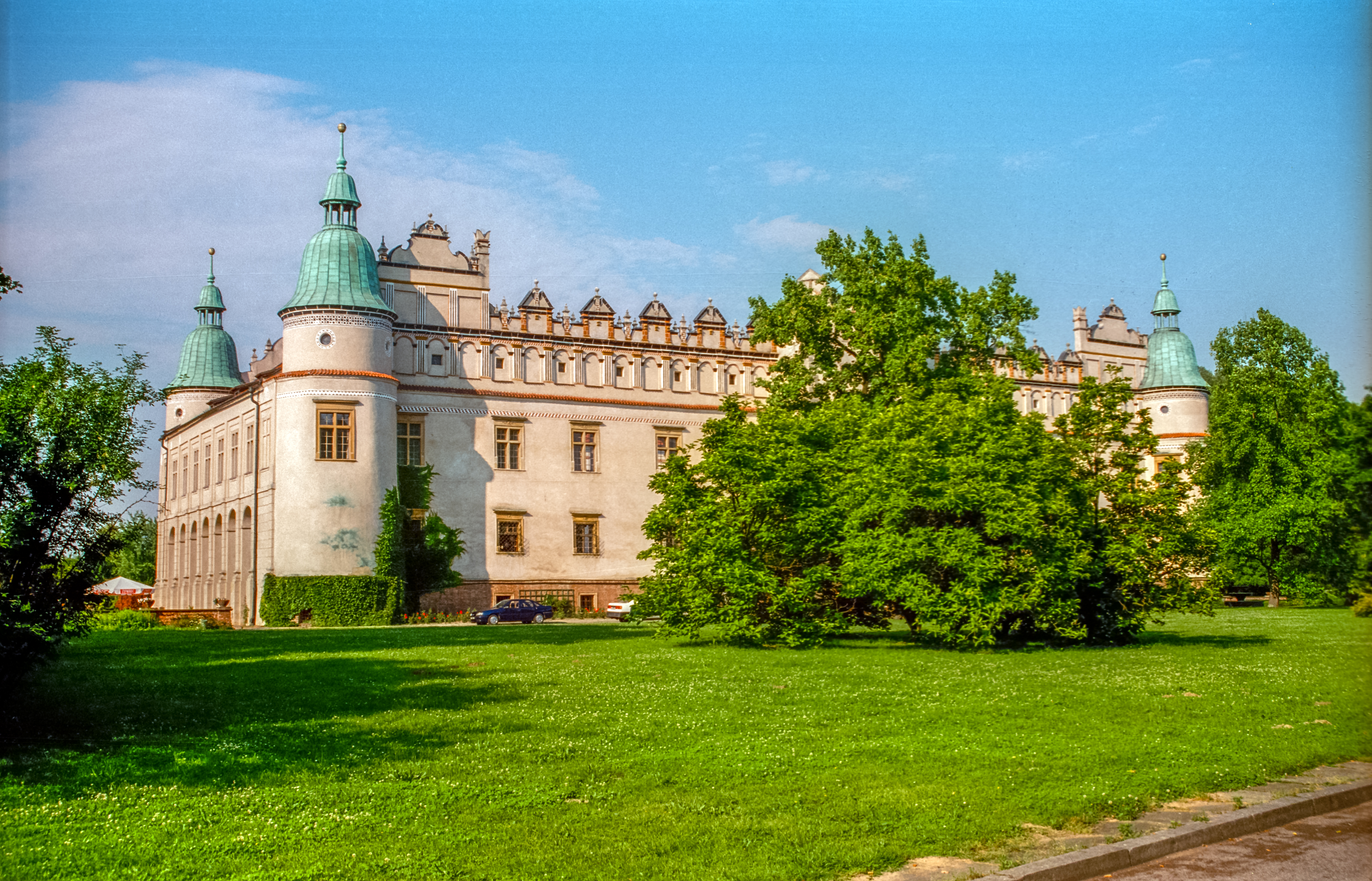
Замок в Баранове
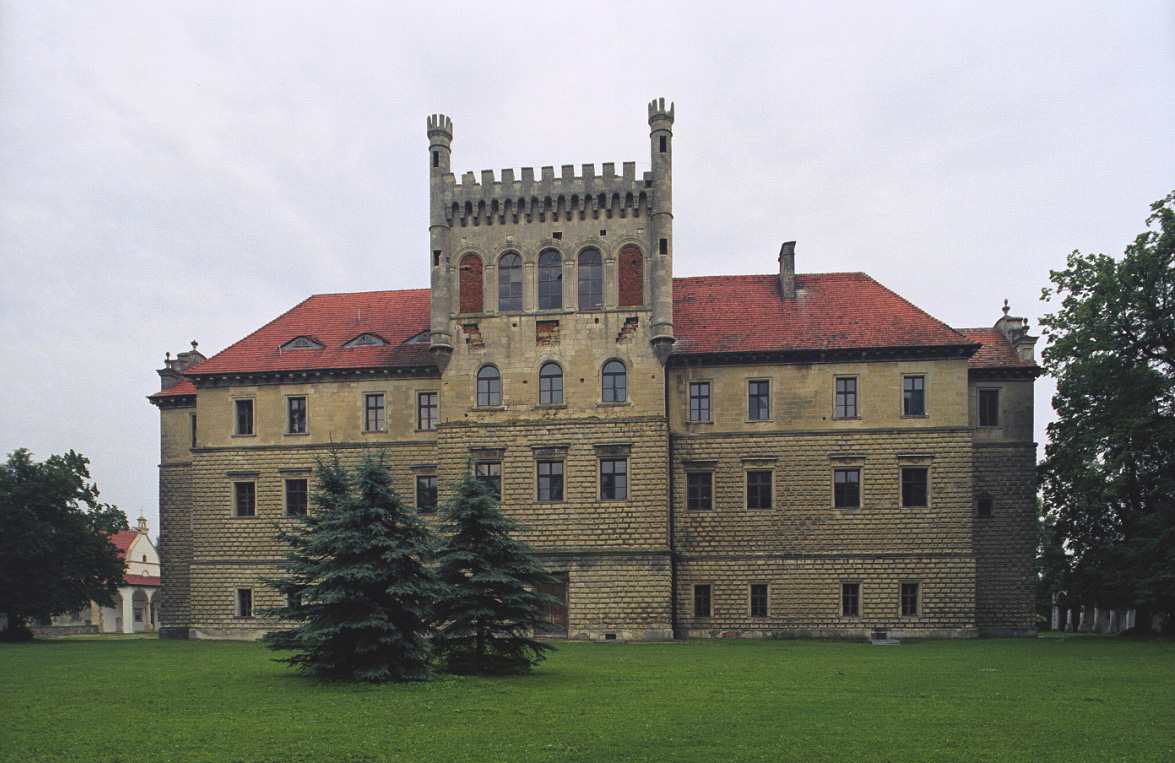
Замок в Ксёнж-Вельки
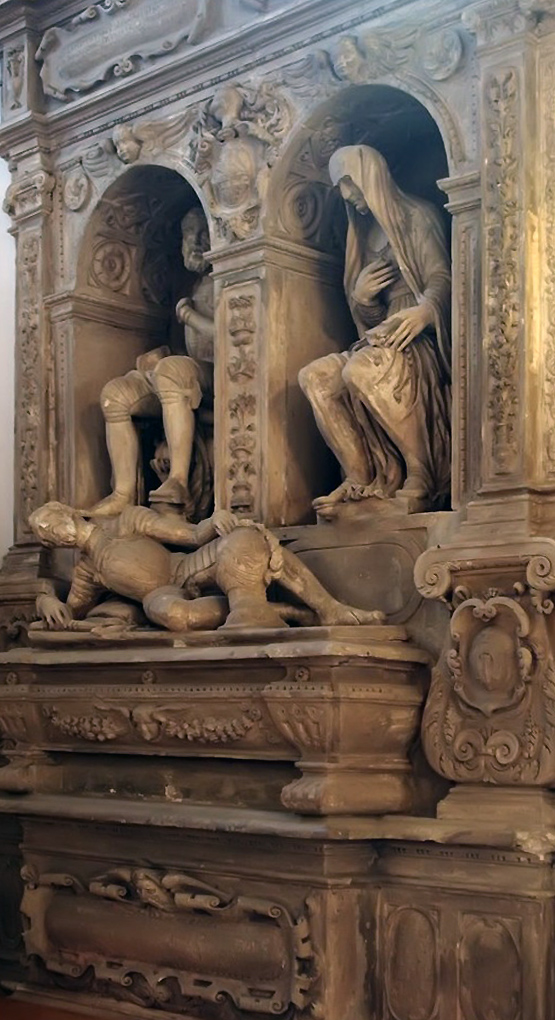
Надгробие семейства Круских в дробинском костеле
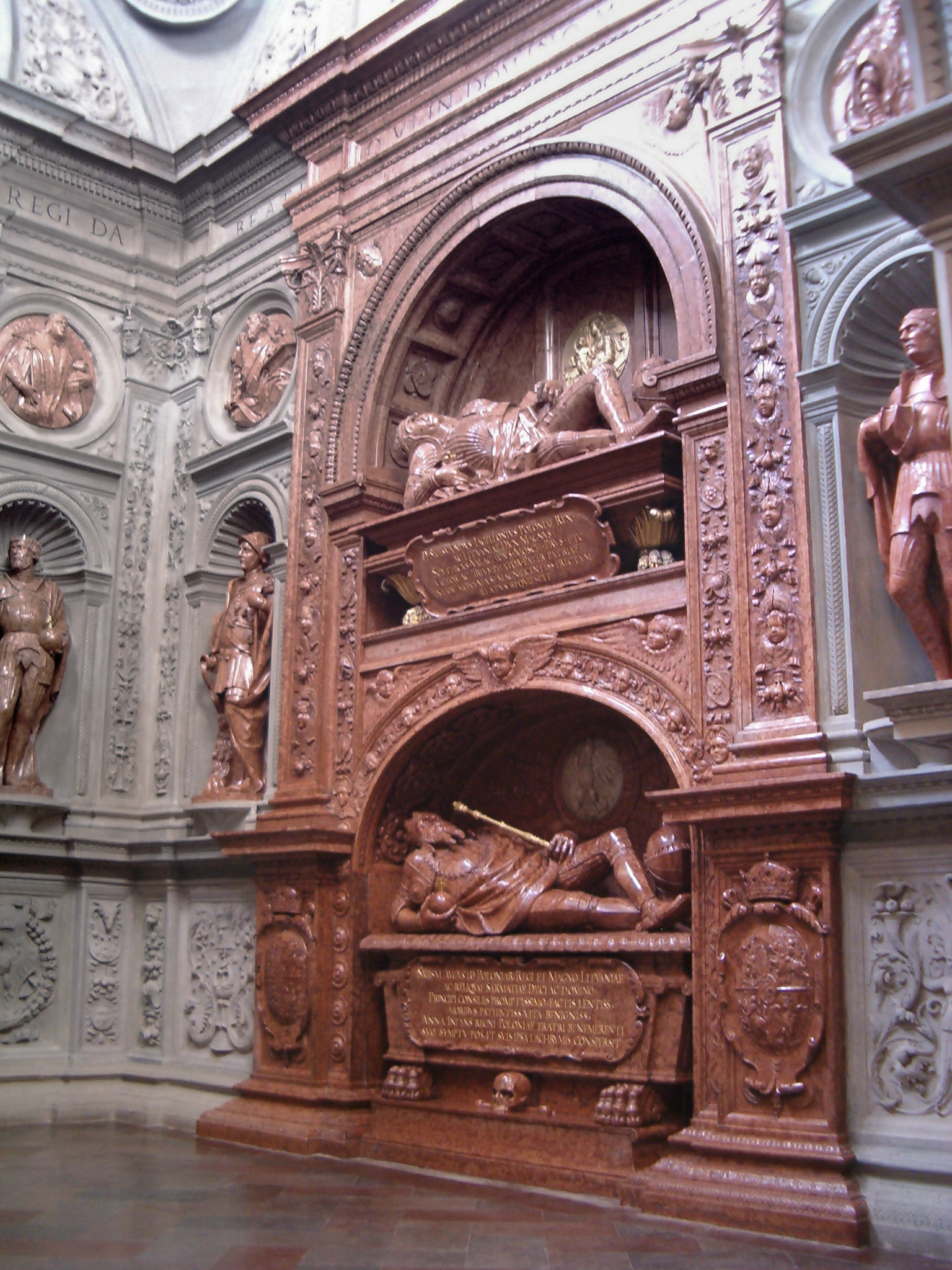
Надгробие королей Сигизмунда I и Сигизмунда II Августа. Вавель
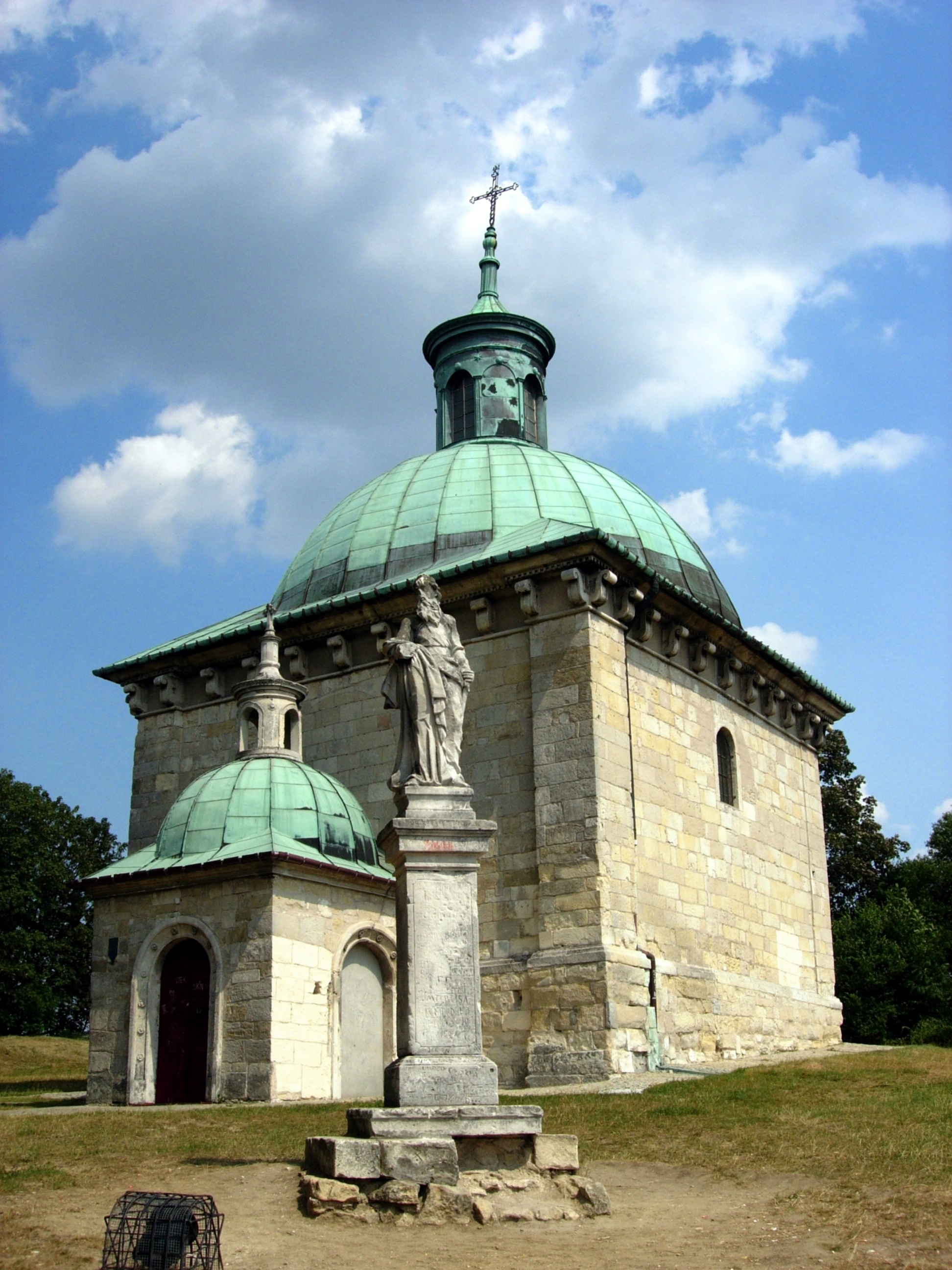
Часовня св. Анны в Пиньчуве